# 2664 Everhart
A 2664 Everhart (ideiglenes jelöléssel 1934 RR) a Naprendszer kisbolygóövében található aszteroida. Karl Wilhelm Reinmuth fedezte fel 1934. szeptember 7-én.